# تشيف مايرز
تشيف مايرز (بالإنجليزية: John Tortes Meyers)‏ هو لاعب كرة قاعدة أمريكي، ولد في 29 يوليو 1880 في ريفرسايد في الولايات المتحدة، وتوفي في 25 يوليو 1971 في سان بيرناردينو في الولايات المتحدة.

## وصلات خارجية
- تشيف مايرز على موقعبيزبول رفرنس.كوم (الدوري الرئيسي) (الإنجليزية)
- تشيف مايرز على موقعبيزبول رفرنس.كوم (الدوري الثانوي) (الإنجليزية)